# テーマ・コミュニティ
テーマ・コミュニティ (Theme community) とは、主に地域社会などにおいて特定の地域課題をテーマとして集った集団をいう。

## 概要
テーマ・コミュニティとは特定の地域問題の解決や前進に向け、一定の分野に特化した活動を行うコミュニティをいう。
主に戦後日本では、地域社会の共同体である地域コミュニティでは、組織化された町内会・自治会により、地域住民の福祉・環境・防犯・防災など生活全般に関係するあらゆる互助サービスが、総合的に展開されてきた。これは、市町村の行政事務を代行する側面も少なからずあり、行政も地域コミュニティを代表する機関として町内会・自治会を通じた住民サービスを供給してきた。
しかし、高度経済成長期を経て、次第に地域社会の住民層の中に転勤や出張もしくは地元以外の勤務地に通勤しているサラリーマン世帯の増加に伴い、地域と疎遠な人々が増えてこのような市民の一般的な生活スタイルが変化した結果、町内会や自治会のような既存の地域コミュニティには加入しない傾向が顕著となった。
その一方で高まったのは、特定の分野に特化した活動を目的とするテーマ・コミュニティの活動である。従来は市民グループなど、意識の高い市民による自主的な団体であったが、特定非営利活動法人取得という選択肢も増えたほか、NPOや市民団体など多様な形のテーマ・コミュニティが増えてきた。
たとえば、市町村の市民グループによる環境団体や人権団体、防災組織、防犯組織、文化団体、行政オンブズマンの会などが該当し、特定の活動対象をもったNPOも含まれる。必ずしも社会問題を対象としたものに限られるものではなく、地域の中で特定の活動に特化したコミュニティ一般を指す概念である。